# Merry Lepper
Merry Lepper, ameriška atletinja, * 31. december 1942, Kalifornija, ZDA.
Ni nastopila na poletnih olimpijskih igrah. Leta 1963 je osvojila Western Hemispherski maraton ter v letih 1966, 1969 in 1970 Maraton Santa Barbare. 16. decembra 1963 je popravila svetovni rekord v maratonu iz leta 1926, veljal je do maja 1964.
| Rekordi                   | Rekordi                                                         | Rekordi               |
| ------------------------- | --------------------------------------------------------------- | --------------------- |
| Predhodnik: Violet Piercy | Svetovna rekorderka v maratonu 16. december 1963 – 23. maj 1964 | Naslednik: Dale Greig |